# The Munsters Today
The Munsters Today is een Amerikaanse sitcom die werd uitgezonden van 8 oktober 1988 t/m 7 september 1991. De serie is een spin-off van The Munsters, een sitcom uit de jaren zestig, en bestaat uit 72 afleveringen. Dat zijn er meer dan de originele serie.
Alle bekende personages uit de originele serie doen in deze serie weer mee, maar worden gespeeld door andere acteurs.

## Pilot
De pilotaflevering van de serie werd geschreven door Lloyd J. Schwartz. Hierin werd verklaard wat er in de 22 jaar tussen de vorige serie en deze serie was gebeurd met de familie. De pilot werd opgenomen met een andere Marilyn dan die in de serie Hilary Van Dyke. De Marilyn in de pilot was Mary Ellen Dunbar, die sterk leek op de Marilyn uit de vorige serie. De Pilot begon in zwart-wit voor de scènes die zich afspeelden in de jaren zestig, en ging over in kleur voor de scènes in de jaren 80.

## Verhaallijn
De serie begint waar de vorige ophield, in de jaren zestig van de 20e eeuw. Opa Munster maakt een slaapmachine die iemand in een diepe schijndode slaap kan brengen. Terwijl de persoon slaapt, wordt hij/zij niet ouder. Hij test de machine op de hele familie, inclusief zichzelf. Opa zet de timer van de machine op 30 minuten, maar nadat hij de deur heeft gesloten valt er een stuk puin op de timer en verspringt deze naar “Eeuwig”.
22 jaar later wil een ontwikkelaar genaamd Mr. Preston het huis van de Munsters kopen. Samen met zijn assistent verkent hij het huis en vindt Opa’s lab. Hij ziet de machine en schakelt hem uit. De familie Munster ontwaakt zo in de jaren 80.
De rest van de serie draait om de familie die zich probeert aan te passen aan hun nieuwe omgeving.

## Rolverdeling
- John Schuck als Herman Munster
- Lee Meriwether als Lily Munster
- Jason Marsden als Edward "Eddie" Wolfgang Munster
- Hilary Van Dyke als Marilyn Munster
- Howard Morton als 'Opa' Vladimir Dracula

## Afleveringen

### Seizoen 1
- "Still the Munsters After All These Years" (Pilot)
- "Vampire Pie"
- "A Little Russian Dressing"
- "Magna Cum Munsters"
- "Designing Munsters"
- "Farewell, Grandpa
- "Corporate Munsters"
- "Herman The Astronaut"
- "Rock Fever"
- "Professor Grandpa"
- "Say Ahh"
- "A Hero Ain't Nothin'But a Cereal"
- "Computer Mathing"
- "McMunsters"
- "One Flu Over The Munster's Nest"
- "Green Eyed Munsters"
- "The Not So Great Escape
- "Two Left Feet"
- "Lights,Camera,Munsters"
- "Neighborly Munsters"
- "Munster Hoopster"
- "Don't Cry Wolfman"
- "The Howling"
- "Eau De Munster"

### Seizoen 2
- "Three Hundred Something"
- "No Place Like Home"
- "Raging Hormones"
- "Murder in Munster Land"
- "Trail"
- "It's A Wonderful Afterlife"
- "The Eyes Have It"
- "It's a Sad, Sad World"
- "Melting Pot"
- "Once in a Blue Moon"
- "Drac The Ripper*
- "Gateman and Son"
- "Reunion"
- "Pants on Fire"
- "Munstergeist"
- "Never Say Die"
- "It's a Baby"
- "Tell'em Herman Sent You"
- "Thicker Than Water"
- "Misadventures in Time"
- "Will The Real Herman Munster Please Stand Up?"
- "Deadlock"
- "Take This Job and Shovel It
- "That's Gratitude"

### Seizoen 3
- The Silver Bullet
- The Reel Munsters
- Wishing You Were Here
- Three Munsters and a Baby
- It's My Party and I'll Die If I Want to
- Makin' Waves
- Just Another Pretty Face
- Kiss, Kiss
- Mind Reader
- No More Mr. Nice Guy
- A House Divided
- A Matter of Trust
- Large
- Genie from Hell
- Lotsa Luck
- If I Only Knew Now
- Beating of Your Heart
- Parenthood vs. Childhood
- Das Trunk
- A Camping We Will Go
- Breaking the Chain
- Diary of a Mad Munster Wife
- The Bet
- Family Night

## Trivia
- In deze serie werd de naam van Opa Munster veranderd van “Sam” naar “Vladimir”.